# Otta (Vorname)
Otta ist ein gleichermaßen weiblicher wie männlicher Vorname.
In Dänischen, Norwegischen, Schwedischen und Isländischen ist er die Kurzform von Ottilia und Lotte und die weibliche Form von Otto. Im Schwedischen wird er wegen seiner lautlichen Verwandtheit zu åtta (acht) auch dem achten Kind einer Familie gegeben.  Im Isländischen ist er eine Variante von Ótta. Als männlicher Vorname ist er im Norwegischen eine umgangssprachliche Form von Ottar.
In der englischen Sprache ist Otta ein männlicher Vorname und eine Form von Otha mit der Bedeutung kleines, reiches Kind.
In Nigeria bedeutet Otta dünnes Kind.

## Namensträger
Otta Wenskus (* 1955), österreichische Altphilologin deutscher Herkunft